# 奧片基
50°57′42″N 31°5′0″E / 50.96167°N 31.08333°E
奧片基（烏克蘭語：Опеньки），是烏克蘭北部的村莊，隸屬切爾尼希夫州的切爾尼希夫區。該村始建於1670年，面積0.4平方公里，海拔高度118米，2001年人口104，人口密度每平方公里257.4人。